# José Alfredo López
José Alfredo López (Buenos Aires, Argentina, 24 de enero de 1897 - Buenos Aires, Argentina, 10 de marzo de 1969) fue un futbolista argentino que se desempeñaba en la posición de mediocampista. Fue presidente de Boca Juniors durante el año 1947.

## Trayectoria
López hizo su debut con Boca Juniors en la liga el 7 de abril de 1918 contra de la Club Columbian; Anotó el primer gol el 15 de septiembre contra Argentino de Quilmes. Participó de la Copa Campeonato 1919, como resultado, ganó el título con su club. El 24 de octubre de 1920 marcó dos goles contra el Club Sportivo Palermo por la Copa Campeonato 1920, que luego ganó Boca. Fue también capitán del equipo. Después de retirarse, López fue el presidente n° 20 de Boca Juniors en 1947. Durante su presidencia se obtuvo el subcampeonato de la liga nacional.

## Selección nacional
López hizo su debut en la selección argentina el 18 de julio de 1918 en Montevideo contra Uruguay por el Gran Premio de Honor Uruguayo. Dado que el resultado fue un empate, se repitió el 28 de julio; López también estuvo presente en esta ocasión. En 1919 participó en una serie de amistosos contra Paraguay en Asunción. Fue convocado al sudamericano 1921 en Buenos Aires: debutó el 2 de octubre contra Brasil en el Estadio Iriarte y Luzuriaga. Luego jugó el 30 de octubre frente a Uruguay.

## Clubes
| Club         | País      | Año         |
| ------------ | --------- | ----------- |
| Boca Juniors | Argentina | 1918 - 1921 |

## Palmarés

### Campeonatos nacionales
| Título              | Club         | País      | Año  |
| ------------------- | ------------ | --------- | ---- |
| Primera División    | Boca Juniors | Argentina | 1919 |
| Copa de Competencia | Boca Juniors | Argentina | 1919 |
| Copa Ibarguren      | Boca Juniors | Argentina | 1919 |
| Primera División    | Boca Juniors | Argentina | 1920 |

### Campeonatos internacionales
| Título                  | Club                | País      | Año  |
| ----------------------- | ------------------- | --------- | ---- |
| Cup Tie Competition     | Boca Juniors        | Argentina | 1919 |
| Copa de Honor Cousenier | Boca Juniors        | Argentina | 1920 |
| Copa América            | Selección Argentina | Argentina | 1921 |